# 阿普洛

阿普洛是哥倫比亞的城鎮，位於該國中部，由昆迪納馬卡省負責管轄，距離首府波哥大90公里，始建於1544年1月5日，面積122平方公里，海拔高度550米，2005年人口7,630。
4°31′N 74°36′W / 4.517°N 74.600°W